# Norrtälje (comuna)
Norrtälje (em sueco: Norrtälje kommun) é uma comuna da Suécia localizada no condado de Estocolmo. Sua capital é a cidade de Norrtälje. Possui 2015 quilômetros quadrados e segundo censo de 2018, havia 61 769 habitantes.